# الویر بالییچ
الویر بالییچ (انگلیسی: Elvir Baljić؛ زادهٔ ۸ ژوئیهٔ ۱۹۷۴) بازیکن فوتبال بازنشسته اهل بوسنی و هرزگوین است.
از باشگاه‌هایی که در آن بازی کرده است می‌توان به باشگاه فوتبال بورسااسپور، باشگاه فوتبال رایو وایکانو، باشگاه فوتبال قونیه‌اسپور، باشگاه فوتبال آنکاراگوچو، باشگاه فوتبال سارایوو، باشگاه فوتبال فنرباغچه، باشگاه فوتبال گالاتاسرای، باشگاه فوتبال رئال مادرید، و باشگاه ورزشی استانبول‌اسپور اشاره کرد.
وی همچنین در تیم ملی فوتبال بوسنی و هرزگوین بازی کرده است.